# Anna Schell
Anna Carmen Schell (Aschaffenburg, 3 de agosto de 1993) es una deportista alemana que compite en lucha libre.
Ganó dos medallas de bronce en el Campeonato Mundial de Lucha, en los años 2019 y 2021, y dos medallas en el  Campeonato Europeo de Lucha, oro en 2022 y plata en 2019.

## Palmarés internacional
| Campeonato Mundial | Campeonato Mundial     | Campeonato Mundial | Campeonato Mundial |
| Año                | Lugar                  | Medalla            | Categoría          |
| ------------------ | ---------------------- | ------------------ | ------------------ |
| 2019               | Nursultán (Kazajistán) | Medalla de bronce  | 68 kg              |
| 2021               | Oslo (Noruega)         | Medalla de bronce  | 72 kg              |
| Campeonato Europeo |                        |                    |                    |
| Año                | Lugar                  | Medalla            | Categoría          |
| 2019               | Bucarest (Rumania)     | Medalla de plata   | 72 kg              |
| 2022               | Budapest (Hungría)     | Medalla de oro     | 72 kg              |